# Tom Ray
Thomas Archer Ray (Williams, 2 agosto 1919 – Virginia Beach, 6 aprile 2010) è stato un animatore e regista statunitense.

## Biografia
Nato a Williams (Arizona), Ray iniziò a lavorare alla Leon Schlesinger Productions (in seguito Warner Bros. Animation) nel 1937. Nel corso dei primi due decenni della sua carriera fu un animatore giovane che non ricevette alcun credito sullo schermo fino a Destination Earth nel 1956. Nel 1958 divenne un animatore principale nell'unità di Robert McKimson. In seguito si trasferì brevemente all'unità di Friz Freleng, quindi a quella di Chuck Jones, dove co-diresse Adventures of the Road Runner e diversi episodi di The Bugs Bunny Show. Seguì Jones alla Metro-Goldwyn-Mayer nel 1963; lì diresse due cortometraggi di montaggio di Tom & Jerry, Tom e Jerry attori (1966) e Piano di cattura (1967).
I suoi crediti successivi includono animazioni nei cortometraggi della Pantera Rosa, nei film Heavy Traffic (1973) e Coonskin (1975) di Ralph Bakshi, negli speciali TV di Chuck Jones, in numerose serie TV Filmation e Hanna-Barbera, ne I favolosi Tiny e Animaniacs. Ray diresse molti episodi di varie serie, tra cui le serie animate della Sunbow Entertainment basate su proprietà Hasbro e Garfield e i suoi amici.
Dopo il suo ritiro dall'attività di animatore a Los Angeles nel 1998, Ray fondò il proprio studio di animazione, la Tomstone Animation, a East Stroudsburg. In seguito Ray trasferì il suo studio a Virginia Beach. Lì è morto il 6 aprile 2010, all'età di 90 anni.
La moglie di Ray, Brenda Ellen, continua a vivere a Virginia Beach. I figli Greg Ray e Donna Mouliot lo seguirono nel campo dell'animazione.